# زبرون
زبرون (به آلمانی: Seebronn) یک منطقهٔ مسکونی در آلمان است که در روتنبورگ آم نکا واقع شده‌است. زبرون ۱٬۷۱۴ نفر جمعیت دارد.